# Albrecht Eckhardt
Albrecht Eckhardt (* 3. November 1937 in Bonn; † 18. Oktober 2023 in Oldenburg) war ein deutscher Archivar und Historiker. Von 1977 bis 2002 war er Direktor des Niedersächsischen Staatsarchivs Oldenburg.

## Leben
Albrecht Eckhardt war der Sohn des Rechtshistorikers Karl August Eckhardt und der Bruder des Historikers Wilhelm Alfred Eckhardt. Er wuchs im nordhessischen Witzenhausen auf. Er studierte von 1957 bis 1962 in Göttingen bei Georg Schnath. Seine Dissertation schrieb Eckhardt über den fürstlich-lüneburgischen Kanzler des 16. Jahrhunderts, Balthasar Klammer. Von 1962 bis 1964 war er Archivreferendar, ab 1964 war er als wissenschaftlicher Archivar im Hessischen Staatsarchiv in Darmstadt tätig. Von 1974 bis 1977 war er Schriftleiter der Zeitschrift „Archiv für hessische Geschichte und Altertumskunde“. Er wechselte 1977 vom Hessischen Staatsarchiv nach Oldenburg, wo er die Leitung des Staatsarchivs übernahm. Ein Schwerpunkt seiner Arbeit war die Erforschung der Geschichte diverser Städte im Oldenburger Raum aber auch die Geschichte des Oldenburgischen Parlaments und seiner Mitglieder. Während seines Ruhestandes arbeitete er maßgeblich am dreibändigen Oldenburgischen Ortslexikon mit. Seit 1984 war er Lehrbeauftragter, ab 1992 dann Honorarprofessor an der Universität Oldenburg. Er leitete von 1996 bis 2012 die Arbeitsgemeinschaft Landes- und Regionalgeschichte der Oldenburgischen Landschaft, als Nachfolger traten Dietmar von Reeken und Gerd Steinwascher an. Er war Mitglied der Hessischen Historischen Kommission und korrespondierendes Mitglied der Historischen Kommission für Westfalen (ab 2005).

## Schriften (Auswahl)
- Orts-, Heimat- und Vereinschroniken. Hinweise für Bearbeiter und Herausgeber (= Inventare und kleinere Schriften des Niedersächsischen Landesarchivs – Staatsarchiv Oldenburg; Heft 9). 1. Auflage: Vandenhoeck und Ruprecht, Göttingen 1980, ISBN 3-525-85992-9; 3. Auflage: unveränderter Nachdruck der 2. Auflage 1983: Holzberg, Oldenburg 1985, ISBN 978-3-87358-204-0.
- mit Werner Vahlenkamp: Streiflichter aus 600 Jahren Delmenhorster Geschichte. Aufsatzsammlung. Hrsg. von der Stadt Delmenhorst. Rieck, Delmenhorst 1994, ISBN 978-3-920794-47-1.
- Beiträge zur Geschichte der Stadt Wildeshausen im 13. Jahrhundert. Hrsg. von der Stadt Wildeshausen. Isensee, Oldenburg 1995, ISBN 3-89598-302-0.
- Wildeshausen. Geschichte der Stadt von den Anfängen bis zum ausgehenden 20. Jahrhundert. Mit Beiträgen von Günter Wegner u. a. Isensee, Oldenburg 1999, ISBN 978-3-89598-631-4.
- Schrifttum zur Geschichte des Landes Oldenburg 1987–1993. Eine Auswahlbibliographie. Holzberg, Oldenburg 1993.
- mit Dieter Rüdebusch und Heinrich Schmidt (Hrsg.): Geschichte des Landes Oldenburg. Ein Handbuch. Herausgegeben im Auftrag der Oldenburgischen Landschaft. Oldenburgische Monographien. Holzberg, Oldenburg 1987, ISBN 978-3-87358-285-9.
- (als Hrsg.) Oldenburgisches Ortslexikon. Band 1: A–K: Archäologie, Geografie und Geschichte des Oldenburger Landes. Isensee, Oldenburg 2011, ISBN 978-3-89995-754-9.
- (als Hrsg.) Oldenburgisches Ortslexikon. Band 2: L–Z: Archäologie, Geografie und Geschichte des Oldenburger Landes. Isensee, Oldenburg 2011, ISBN 978-3-89995-757-0.
- (als Hrsg.) Oldenburgisches Ortslexikon. Band 3: Bibliografie, Register, Karten. Archäologie, Geografie und Geschichte des Oldenburger Landes. Isensee, Oldenburg 2012, ISBN 978-3-89995-758-7.
- (als Hrsg.): Geschichte der Gemeinde Edewecht im Ammerland. Isensee, Oldenburg 2005, ISBN 3-89995-226-X